# Sestav osmih tristranih prizem
Sestav osmih tristranih prizem je simetrična razporeditev osmih tristranih prizem, ki so razporejene vzdolž osi s trojno vrtilno simetrijo oktaedra. To je rezultat dveh enanciomorfnih sestav štirih tristranih prizem.

## Vir
- Skilling, John (1976), »Uniform Compounds of Uniform Polyhedra«, Mathematical Proceedings of the Cambridge Philosophical Society, 79 (03): 447–457, doi:10.1017/S0305004100052440, MR 0397554.